# Litoptychus
Litoptychus — вимерлий рід доісторичних кісткових риб.